# Confesión de Magdeburgo
La Confesión de Magdeburgo (oficialmente, La Confesión, Instrucción, y Admonición de los pastores y predicadores de las congregaciones cristianas de Magdeburgo) es una declaración luterana de fe. Fue escrita por nueve pastores de la ciudad de Magdeburgo en 1550 en respuesta al Ínterin de Augsburgo y la imposición del catolicismo. La Confesión explica por qué los dirigentes de la ciudad rechazaron obedecer la ley imperial, y estuvieron preparados para resistir su implementación con la fuerza si era necesario. La Confesión de Magdeburgo llama a la resistencia a la tiranía política, y argumenta que la subordinación de poderes en un estado contrasta con la situación donde el "poder supremo" está trabajando para destruir la verdadera religión, y entonces se puede ir más allá de la no-cooperación con el poder supremo y le asiste al fiel el derecho a resistirse a obedecer.
Cárter Lindberg lo llama "la primera justificación religiosa protestante del derecho de defensa contra las altas autoridades injustas" John Witte nota que Theodore Beza vio la Confesión de Magdeburgo como un ejemplo de cómo responder al abuso político de la tiranía, y una "destilación importante de la más adelantada teoría luterana de la resistencia, que la tradición calvinista absorbió."